# Chuck Puleo
Chuck Puleo (* 20. September 1972 in Mesa, Arizona) ist ein amerikanischer Dartspieler, der an Turnieren der PDC teilnimmt.

## Karriere
2018 spielte Puleo erfolgreich die CDC-Tour. Hier konnte er drei Turniere gewinnen und nahm an zwei Finals teil. Dadurch sicherte er sich die Qualifikation für die Weltmeisterschaft 2019, bei der er allerdings gegen Dimitri Van den Bergh gleich in Runde eins in drei Sätzen verlor.
Im Juni 2019 erreichte er zusammen mit Darin Young beim World Cup of Darts 2019 die zweite Runde.
Beim World Cup of Darts 2020 spielte Puleo zusammen mit Danny Lauby. Sie verloren ihr Auftaktmatch gegen den Gastgeber Österreich mit 2:5.

## Weltmeisterschaftsresultate
- 2019: 1. Runde (0:3-Niederlage gegen  Dimitri van den Bergh)